# Fortaleza dos Valos
Fortaleza dos Valos é um município brasileiro do estado do Rio Grande do Sul.

## Geografia
Além do distrito-sede, o município tem também o distrito de Fazenda Colorado, com cerca de 800 habitantes.